# جورج بي. فيتش
جورج بي. فيتش (بالإنجليزية: George B. Fitch)‏ هو شخصية أعمال وسياسي أمريكي، ولد في 7 فبراير 1948 في غوانزو في الصين، وتوفي في 30 ديسمبر 2014 في فولز تشيرش في الولايات المتحدة. نشط حزبياً في الحزب الجمهوري.